# Letičani
Letičani is een plaats in de gemeente Bjelovar in de Kroatische provincie Bjelovar-Bilogora. De plaats telt 360 inwoners (2001).